# Cyathea zongoensis
Cyathea zongoensis là một loài dương xỉ trong họ Cyatheaceae. Loài này được Lehnert mô tả khoa học đầu tiên năm 2003.